# Чил Уилс
Чил Уилс (на английски: Chill Wills) е американски актьор и певец.

## Биография
Роден е на 	18 юли 1902 година в Сиговил, Тексас.

### Кариера
Чил Уилс е изпълнител от ранна детска възраст, сформира и ръководи певческата група Avalon Boys през 1930-те години. След като се появява в няколко уестърна, той разпуска групата през 1938 г. и се отдава на солова актьорска кариера.
Той е избран за многобройни сериозни филмови роли, олицетворява полицейски сержант фантом в ноар филма „Град, който никога не спи“ (1953), и тази на чичо Баули в „Гигант“ (1956), където партнира с Рок Хъдсън, Елизабет Тейлър и Джеймс Дийн. Уилс е номиниран за Оскар за най-добра поддържаща мъжка роля за ролята си на спътника на Дейви Крокет, пчеларя във филма „Аламо“ (1960).
В уестърн сериала на Рори Калхун „Тексасецът“, Уилс се появява в главната роля в епизода от 1960 г., озаглавен „Очите на капитан Уайли“. 
Уилс е покер играч и близък приятел на Бени Биниън, основателят на Световните серии по покер и бивш собственик на казиното Horseshoe на Binion в Лас Вегас, Невада. Уилс участва в първите Световни серии проведени през 1970 г. и седи в центъра на известната снимка с редица легендарни играчи. 

### Смърт
Чил Уилс почива на 15 декември 1978 г. от рак в Енсино, Калифорния, на 76 години. Той е кремиран  и погребан в гробището Grand View Memorial Park в Глендейл, Калифорния. 

## Избрана филмография
| Година | Филм                     | Оригинално заглавие           | Роля        | Режисьор        |
| ------ | ------------------------ | ----------------------------- | ----------- | --------------- |
| 1950   | Рио Гранде               | Rio Grande                    | д-р Уилкинс | Джон Форд       |
| 1956   | Гигант                   | Giant                         | чичо Баули  | Джордж Стивънс  |
| 1960   | Аламо                    | The Alamo                     | Бийкийпър   | Джон Уейн       |
| 1961   | Смъртоносни спътници     | The Deadly Companions         | Търк        | Сам Пекинпа     |
| 1963   | Маклинтък!               | McLintock!                    | Драго       | Андрю Маклаглън |
| 1973   | Пат Гарет и Били Хлапето | Pat Garrett and Billy the Kid | Лемуел      | Сам Пекинпа     |